# 贝伦塔勒
贝伦塔勒（法語：Baerenthal，亦作，法語發音：[bɛʁəntal]，意为“熊谷”；洛林法兰克语：Päretal）是法国摩泽尔省的一个市镇，属于萨尔格米讷区。

## 地名
该地名“Baerenthal”发音为[bɛʁəntal]而非[baʁəntal]，《世界地名译名词典》将其误译作“巴伦塔尔”。

## 地理
贝伦塔勒（48°58'30"N, 7°31'3"E）面积39.19 平方千米，位于法国大東部大區摩泽尔省，该省份为法国东北部内陆省份，是洛林的一部分，西南接默尔特-摩泽尔省，东临下莱茵省，北与卢森堡和德国接壤。
与贝伦塔勒接壤的市镇（或旧市镇、城区）包括：埃格尔萨特、穆特鲁斯、菲利普斯堡、利什滕贝格、奥伯布龙、奥夫维莱尔、赖佩尔茨维莱尔。
贝伦塔勒的时区为UTC+01:00、UTC+02:00（夏令时）。

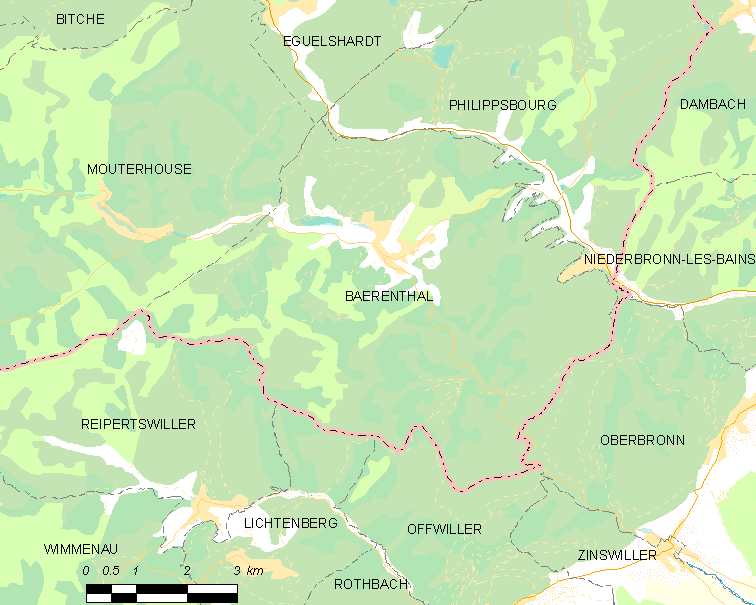
贝伦塔勒的OSM定位图

## 行政
贝伦塔勒的邮政编码为57230，INSEE市镇编码为57046。

## 政治
贝伦塔勒所属的省级选区为比奇县。

## 人口

1962-2008年间贝伦塔勒人口变化图示

贝伦塔勒于2022年1月1日时的人口数量为742人。